# Вапај за слободом
Вапај за слободом (енгл. Cry Freedom) је филм из 1987. који је режирао Ричард Атенборо. Главне улоге играју: Кевин Клајн, Дензел Вошингтон и Џон То. 

## Радња
Радња филма се одвија средином 1970-их у позадини све јачих протеста у Јужноафричкој Републици против владајућег режима, који води политику расне сегрегације.
Уредник либералног јужноафричког издања Дејли диспеча Доналд Вудс критиковао је једног од лидера покрета црначке свести Стива Бика, осудивши га због недостатка флексибилног приступа расним проблемима који су се нагомилали у друштву. После личног састанка, Доналд Вудс је препознао исправност позиције свог противника и стекао новог пријатеља у личности Бикоа.
Пошто није могао слободно да се креће по земљи, Стивен Бико је био приморан да прекрши режим специјалног притвора. Уследило је хапшење и изненадна мистериозна смрт. Власти су понудиле верзију Бикоове смрти услед штрајка глађу, али је истрага коју је Вудс водио у врелом трагу недвосмислено указала на насиље које се догодило.
Вудс покушава да одлети у Велику Британију и објави прикупљене материјале. У згради терминала он је приведен и оптужен за антидржавне радње. Вудсу је забрањено да се бави новинарством, а кућа је под сталним полицијским надзором.
Добивши подршку свог лондонског издавача, осрамоћени уредник одважно побегне. Прерушен у свештеника, он прелази границу са Лесотом, где он и његова породица бивају преусмерени лаким авионом који чека ван земље.

## Улоге
| Глумац           | Улога           |
| ---------------- | --------------- |
| Дензел Вошингтон | Стив Бико       |
| Кевин Клајн      | Доналд Вудс     |
| Пенелопи Вилтон  | Венди Вудс      |
| Џон То           | министар правде |
| Роберт Џоунс     | Чарлс Џенкинс   |

## Зарада
- Зарада у САД - 5.899.797 $